# ايزكيل جاكسون
ايزكيل جاكسون مصارع غياني من مواليد 22 أبريل 1978،كان يصارع في اتحاد المصارعة العالمية الترفيهية الطول (1.91م)، الوزن (137كغ)، المدرب (Homicde) ضربات قاضية(The Book Of Ezekiel),مصارع ذو بشرة سوداء ويمتلك جسم رياضي قوي انتقل إلى راو. وقد شارك في فريق رو ضد السماك داون 2010 خاض مباراة لتأهل لمهرجان ذا كينغ اوف رينغ ضد اليكس رالي وهزمه. وخاض مباراة ضد درو ماكنتاير ولم يفز أحد بسبب العد الخارجي.
اعتزل المصارعة في سنة 2015.

## البطولات التي حققها
فاز بحزام الـ ECW ضد كريستيان. وبالتالي فهو يعتبر آخر بطل لـ ECW
فاز بلقب القارات بعد هزيمته لوايد باريت في كابيتول باناشمنت 2011 وخسره على يد كودي رودز

## روابط خارجية
- ايزكيل جاكسون على موقع IMDb (الإنجليزية)
- ايزكيل جاكسون على موقع قاعدة بيانات الفيلم (الإنجليزية)
- ايزكيل جاكسون على موقع دبليو دبليو إي (الإنجليزية)
- ايزكيل جاكسون على موقع WrestlingData.com (الإنجليزية)
- ايزكيل جاكسون على موقع CageMatch worker (الإنجليزية)
- ايزكيل جاكسون على موقع قاعدة بيانات المصارعة على الإنترنت (الإنجليزية)
- ايزكيل جاكسون على موقع عالم المصارعة على الإنترنت (الإنجليزية)
- ايزكيل جاكسون على موقع عالم المصارعة على الإنترنت (الإنجليزية)